# Alfred Döblin
Alfred Döblin (Stettin, 10. kolovoza 1878. – Emmendingen, 26. lipnja 1957.), njemački književnik.
Poslije studija medicine u Berlinu i Freiburgu postao je specijalist za živčane bolesti. Emigrirao je u Francusku 1933. godine, a zatim u SAD. Surađivao je u ekspresionističkom časopisu "Der Sturm" (hr. Oluja), a izdavao je "Das goldene Tor" (hr. Zlatna vrata). 
U odnosu na ideje i stil u njegovim djelima prepoznaju se raznorodni utjecaji (Tolstoj, Joyce, Passos). Njegovo djelo obuhvaća mnoštvo tema i odnosa: židovsko pitanje, motivi iz južnoameričke povijesti, povijest i običaje Kine, narav i sudbinu pojedinca tehnokratskog razdoblja naše civilizacije. U romanima mu se miješa fantastika i realnost, sirovost svakidašnjice i tvorevina umjetnosti. 

## Djela
- "Gore, mora i divovi",
- "Berlin Alexanderplatz",
- "Umorstvo žabokrijeka",
- "Studeni 1918".